# Марк Валерий Мессала Нигер
Марк Вале́рий Месса́ла Ни́гер (лат. Marcus Valerius Messalla Niger; родился предположительно в 104 году до н. э. — умер между 53 и 46 годами до н. э.) — римский политический деятель и оратор из патрицианского рода Валериев, консул в 61 и цензор в 55 годах до н. э. Прошёл в своей карьере всю традиционную вереницу должностей, начиная с военного трибуната. Во время консульства выступал против Публия Клодия Пульхра, в 53 году до н. э. участвовал в судебном процессе Марка Эмилия Скавра. Был близок к Марку Туллию Цицерону, который считал его неплохим оратором.

## Биография

### Происхождение
Марк Валерий принадлежал к одному из самых знатных патрицианских родов Рима. Легендарный прародитель Валериев был сабинянином и переселился в Рим вместе с соправителем Ромула Титом Тацием. Его потомок Публий Валерий Публикола стал одним из основателей Римской республики и консулом в первый год её существования, и в дальнейшем Валерии регулярно появлялись в Капитолийских фастах.
Отец и дед Марка Валерия носили преномен, Марк и Маний соответственно. Больше о них ничего не известно. В источниках упоминается некий Валерий Мессала, легат во время Союзнической войны, и это мог быть отец Мессалы Нигра либо отец его предполагаемого троюродного брата, Марка Валерия Мессалы Руфа. Прадедом обоих кузенов был Марк Валерий Мессала, консул 161 года до н. э. Прозвище Нигер (Niger, «чёрный») будущему консулу 61 года до н. э. дали, чтобы отличать его от родственника, «Рыжего» (Rufus).

### Ранние годы и начало карьеры
Известно, что Марк Валерий был немного моложе Марка Туллия Цицерона. Учитывая этот факт, а также требования Корнелиева закона и дату консулата Мессалы Нигра, исследователи относят его рождение к 104 году до н. э. Его кузен, по-видимому, был моложе не более чем на три года, поэтому неясно, кто из них упоминается в связи с процессом Секста Росция из Америи, проходившим в 80 году до н. э. Некто Марк Мессала поддержал подсудимого, обвинённого в отцеубийстве, и «сам выступил бы в защиту Секста Росция, будь он старше и решительнее»; но из-за своей застенчивости и отсутствия опыта этот нобиль передал защиту в руки Цицерона, который добился оправдательного приговора. Вильгельм Друман уверен, что здесь имеется в виду Мессала Нигер, но Фридрих Мюнцер полагает, что вариант с Мессалой Руфом не менее вероятен.
В связи с событиями 57 года до н. э. Марк Валерий упоминается как понтифик. В историографии существует предположение, что он стал одним из тех молодых аристократов, которых включил в состав престижных жреческих коллегий Луций Корнелий Сулла после своей победы в гражданской войне (82 год до н. э.). Во всяком случае, точно известно, что Мессала Руф именно в те годы стал авгуром и что близкая родственница двух кузенов была последней женой Суллы.
О ранних этапах карьеры Марка Валерия рассказывает только один источник — надпись на постаменте скульптурной группы, изобразившей Мессалу Нигра с сыном (а возможно, с двумя сыновьями). Согласно этой надписи, Марк был дважды военным трибуном, а потом занимал должности квестора и претора; даты и какие-либо подробности не сообщаются за одним исключением: претура была городской (наиболее престижной). Военный трибунат мог быть связан с одной из многочисленных войн, внешних и внутренних, которые вела Римская республика в 80—70-е годы до н. э. Квестуру исследователи относят предположительно (исходя из даты консулата Мессалы Нигра) к периоду между 73 и 67 годами до н. э., а претуру — к 64 году до н. э.
Предположительно между этими двумя должностями имел место эпизод, упомянутый у Валерия Максима. Этот писатель рассказывает о двух римлянах, которые были наказаны цензорами, а позже сами заняли эту должность. Первый из них — Гай Лициний Гета; второй — Марк Валерий Мессала. Теоретически Валерий Максим мог иметь в виду консула 161 года до н. э., получившего цензуру в 154 году, но о Мессале он говорит после Геты (консула 116 и цензора 108 годов до н. э.), так что речь идёт скорее о консуле 61 года до н. э. Известно, что цензоры 70 года до н. э., Луций Геллий Публикола и Гней Корнелий Лентул Клодиан, проявили большую строгость, исключив из сената 60 человек, так что они могли наказать за какие-то проступки и Мессалу. В его случае явно были достаточно мягкие санкции (не исключение из сената, а только штраф), которые не помешали дальнейшей карьере.
В 62 году до н. э. Марк Валерий уговорил Марка Туллия Цицерона защищать в суде Публия Корнелия Суллу, обвинённого в «насильственных действиях» (Сулла был причастен к раскрытому ранее заговору Катилины). Цицерон в связи с этим называет Мессалу близким ему человеком. Процесс закончился оправдательным приговором.

### Консулат и цензура
В 61 году до н. э. Марк Валерий стал консулом вместе с плебеем Марком Пупием Пизоном Фруги Кальпурнианом. Главным событием его консулата стало скандальное дело Публия Клодия Пульхра: этот молодой аристократ проник в дом Гая Юлия Цезаря, когда там совершались таинства в честь Благой богини, что могло расцениваться как святотатство. Сенатское большинство было заинтересовано в предании Клодия суду. Проект соответствующего постановления должен был внести Пизон, но этот магистрат старался затянуть дело; Мессала же энергично добивался суда и обвинительного приговора, за что Цицерон назвал его «выдающимся консулом». Суд над Клодием всё-таки состоялся, но для осуждения предполагаемого святотатца не хватило нескольких голосов. В связи с другими событиями своего консулата Марк Валерий уже не упоминается.
В 59 году до н. э. Мессала вошёл в комиссию, которая занималась наделением земельными участками малоимущих и малолетних граждан согласно закону Гая Юлия Цезаря. В 58 году до н. э., когда Клодий добился ухода Цицерона в изгнание из-за бессудной казни катилинариев, Мессала сочувствовал изгнаннику и его семье; возможно, Марк Туллий рассчитывал на его поддержку. Позже Марку Валерию вместе с другими понтификами пришлось рассмотреть вопрос о правомерности снятии религиозного запрета с земельного участка на Палатине, где стоял дом Цицерона и где Клодий, добившись изгнания оратора, поставил статую Свободы. По возвращении в Рим Цицерон восстановил свой дом, а Клодий объявил это кощунством. Понтифики единогласно высказались в поддержку Марка Туллия.
Надпись на подножии статуи сообщает, что Марк Валерий трижды занимал должность интеррекса. Предположительно это было в январе 55 года до н. э. (тогда под руководством Мессалы Гней Помпей Великий и Марк Лициний Красс были избраны консулами во второй раз), в 53 и 52 годах. В 55 году до н. э. Марк Валерий стал ещё и цензором — совместно со своим коллегой по понтификату Публием Сервилием Ватией Исавриком, который был старше его примерно на 30 лет. Известно, что эти магистраты пытались отрегулировать течение Тибра после большого наводнения и что они не совершили люстр (очистительный обряд, который принято было проводить после каждой переписи). Римляне в шутку называли Мессалу в бытность его цензором Меногеном из-за его внешнего сходства с актёром, носившим это имя.

### Конец жизни
После цензуры Марк Валерий участвовал в качестве одного из шести защитников (наряду с Цицероном, Квинтом Гортензием Горталом, Публием Клодием Пульхром) в судебном процессе Марка Эмилия Скавра, обвинённого в вымогательствах в провинции; этот процесс закончился оправдательным приговором. В дальнейшем Мессала не упоминается в источниках. В трактате «Брут, или О знаменитых ораторах», написанном в 46 году до н. э., Цицерон говорит о нём уже как об умершем. Возможно, Марк Валерий умер даже до начала гражданской войны, то есть до января 49 года до н. э.

## Интеллектуальные занятия
Цицерон включил Марка Валерия в свой перечень ораторов, «современников Гортензия». По его словам, Мессала «обладал речью отнюдь не бедной, но и не слишком красивой», очень тщательно и усердно готовил свои речи, отличался проницательностью и «необычайной осторожностью». В источниках упоминается только один процесс, в котором выступал Марк Валерий (дело Марка Эмилия Скавра), но таких процессов явно было немало.

## Семья и потомки
Античные авторы сообщают о жене Марка Валерия по имени Полла, которая в первом браке была замужем за представителем плебейского рода Геллиев — по одной из версий, за цензором 70 года до н. э. Луцием Геллием Публиколой, по другой за его сыном. От первого мужа у неё остался сын или пасынок, впоследствии консул 36 года до н. э. Поэт Гай Валерий Катулл обвиняет этого нобиля в том, что он сделал мать или мачеху своей любовницей.
Сыном Мессалы Нигра был Марк Валерий Мессала Корвин (консул-суффект 31 года до н. э.), родившийся около 64 года до н. э. Ещё один представитель рода Валериев, Потит Валерий Мессала или Марк Валерий Мессала Потит, консул-суффект 29 года до н. э., мог быть старшим братом Корвина. Дочь Нигра была замужем за Сервием Сульпицием Руфом. Наконец, консул-суффект 43 года до н. э. Квинт Педий был женат на представительнице рода Валериев — либо дочери, либо сестре Нигра.
Немецкий антиковед Фридрих Мюнцер предположил, что Мессала Корвин и будущая жена Сервия Сульпиция Руфа родились от брака Мессалы Нигра с Поллой и что этому браку предшествовал другой, с неизвестной женщиной, которая родила Потита и будущую супругу Квинта Педия. По мнению британца Рональда Сайма, Полла была матерью и Корвина, и обеих Валерий, а Потит не принадлежал к этой семье. Сайм считал, что именно первая, неизвестная по имени, жена Мессалы была женой Геллия Публиколы.